# Snow Cone

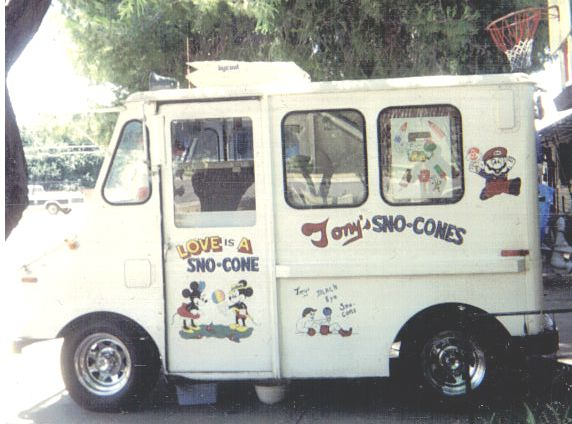
Фургон sno-cone в Аризоне

Snow Cone (также называемый snow kone, sno kone, sno-kone, sno cone или sno-cone) — разновидность строганого льда или измельчённых ледяных десертов, обычно подаваемых в бумажных рожках или стаканчиках из пенопласта. Десерт состоит из ледяной стружки, которая покрыта ароматизированным сахарным сиропом. 
В зависимости от региона Северной Америки, термины «snowball», «ice cone» и «snow cone» могут относиться к разным вещам. Там, где проводится различие, первый термин относится к десерту из мелко нарезанного льда («как мягкий свежий снег»; англ. «like soft fresh snow»), в то время как второй термин относится к измельчённому льду, который является более крупным и зернистым («хрустящим»; англ. «crunchy»). 

## История

### Промышленная революция
В 1850-х годах американская промышленная революция сделала лёд Snow Cone коммерчески доступным в США. Ледники обычно продают десерт в такие штаты, как Флорида. Чтобы перевезти строганый лёд во Флориду, ледники отправляли повозку с огромной глыбой льда на юг. Дорога во Флориду проходила прямо через Балтимор, где дети подбегали к фургону и просили дать им разрешение немного пососать лёд. Вскоре матери начали делать ароматизаторы в ожидании, что их дети получат немного льда. Первый вкус — яичный заварной крем (англ. egg custard), который приготовили женщины — является фаворитом Балтимора. Единственными ингредиентами яичного заварного крема являлись яйца, ваниль и сахар.

### Театры
К 1870-м годам популярность Snow Cone возросла до такой степени, что в тёплые летние месяцы десерты Snow Cone продавались в театрах. Ввиду такой ассоциации десерты Snow Cone считались товарами высшего класса. Таблички, предписывающие посетителям театров съесть купленные ими десерты Snow Cone перед тем, как войти во второй акт, являются самыми ранними осязаемыми свидетельствами. В театрах Балитимора в то время для строгания льда использовались ручные шейверы. В 1890-х годах многие люди начали изобретать более простые способы изготовления Snow Cone. В том же десятилетии были поданы патенты на электрические шейверы.

### Великая депрессия и Вторая мировая война
Десерты Snow Cone стали продаваться за пределами Балтимора во время Великой депрессии и Второй мировой войны, поскольку они были исключительно доступными. Ввиду низкой стоимости десерты получили названия «Hard Times Sundae» и «Penny Sunday». Низкая стоимость производства и продажи Snow Cone создала множество прямых возможностей для работы. После того, как мороженое перестало продаваться в тылу, десерты Snow Cone стали популярной альтернативой в Америке.